# Moncorneil-Grazan
Moncorneil-Grazan is een gemeente in het Franse departement Gers (regio Occitanie) en telt 104 inwoners (1999). De plaats maakt deel uit van het arrondissement Auch.

## Geografie
De oppervlakte van Moncorneil-Grazan bedraagt 6,9 km², de bevolkingsdichtheid is 15,1 inwoners per km².
De onderstaande kaart toont de ligging van Moncorneil-Grazan met de belangrijkste infrastructuur en aangrenzende gemeenten.

## Demografie
Onderstaande figuur toont het verloop van het inwonertal (bron: INSEE-tellingen).